# Sentinel–3
A Sentinel–3 műhold az európai Kopernikusz programban az óceánok színéről, a tengerek hőmérsékletéről és vízszintjéről végez globális adatgyűjtést. A Sentinel–3A műholdat 2016. február 16-án, a Sentinel–3B-t 2018. április 25-én bocsátották fel az űrbe. 

## Küldetés
A Sentinel–3 misszió célja, hogy magas pontossággal mérje a felszín topográfiáját, a tengerek és szárazföldek hőmérsékletét és színét, valamint megbízhatóan támogassa az óceánok előrejelző rendszerét, a környezeti monitoringot és a klímavizsgálatokat. Továbbá biztosítsa az ERS, ENVISAT és SPOT vegetációs adatok előállításának folytonosságát, modernebb szenzorokkal és nagyobb területi lefedettségben. Emellett alkalmas a szárazföldi és tengeri jégtakaró, a vízminőség és szennyeződések vizsgálatára, a területhasználat-változás és erdőborítás térképezésére, valamint a tüzek detektálására.

## Története
A Sentinel–3 küldetést az Európai Űrügynökség (ESA) és a Meteorológiai Műholdak Hasznosításának Európai Szervezete (EUMETSAT) közösen üzemeltetik. A műhold megépítéséért a Thales Alenia Space France és a SELEX Galileo mint fővállalkozók voltak felelősek. További alvállalkozók, mint a Jena–Optronik, az EADS Casa Espacio és a CNES feladata volt az űreszközön elhelyezett szenzorok fejlesztése. A Sentinel–3A és Sentinel–3B műholdat is egy Rokot/Briz KM hordozórakéta segítségével bocsátották fel az űrbe az Oroszország északi részén fekvő Pleszeck űrrepülőtérről, az előbbit 2016. február 16-án, míg az utóbbit 2018. április 25-én.

## Jellemzői
A műholdakat hétéves életciklusra tervezték, de az energiaellátás és a hajtóanyagok lehetővé teszik a 12 éves élettartamot is. A Sentinel–3 pályája hasonló az Envisat műholdéhoz, ezzel is biztosítva az ERS/Envisat idősor folytonosságát. A hajlásszöge 98,65°, hogy a magasabb szélességi körökön is megfelelő lefedettséggel tudja vizsgálni a hó- és jégtakaró paramétereit. Napszinkron, közel-poláris pályán 814,5 km magasságban halad, és 100,99 percenként kerüli meg a Földet. A műholdak visszatérési ideje az OLCI (Ocean and Land Colour Instrument) szenzor esetén kevesebb mint kettő, az SLSTR (Sea and Land Surface Temperature Radiometer) esetén kevesebb mint egy nap. Az előbbi a felszínt a push–broom technológiával szkenneli, vagyis a CCD eszközök a haladási pályát soronként mintavételezik, és a műhold előrehaladásával újabb sorok kerülnek felvételezésre. Az OLCI szenzor 68,5°-os látószöggel és nadír betekintéssel 1270 km szélességű sávban és kb. 300 m-es térbeli felbontásban készíti a képeket. Az SLSTR két egymástól független letapogató rendszert és különálló tükröket használ. A hátratekintő mód 740 km, a nadír betekintéssel rendelkező 1400 km szélességű sávban felvételez. A térbeli felbontása 500 m-es, a termális sávokban pedig 1 km-es.